# Смугастий рейс

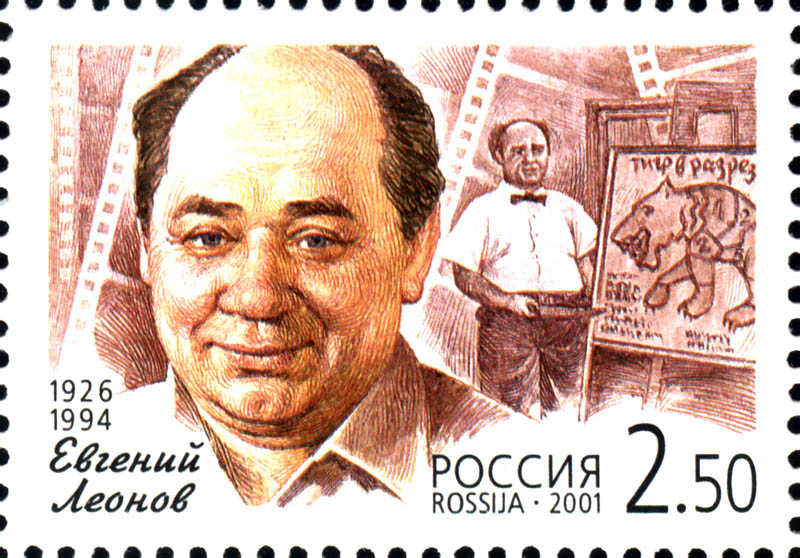
Поштова марка зі сценою з фільму

«Смуга́стий рейс» (рос. «Полосатый рейс») — радянський художній фільм, поставлений на Ленінградській кіностудії «Ленфільм» в 1961 році режисером Володимиром Фетіним. Ексцентрична кінокомедія. Лідер радянського кінопрокату (1961 року, 1 місце) — 31 мільйон глядачів.
Фільм отримав «Срібний приз» міжнародного кінофестивалю дитячих фільмів у Калькутті (1973).
В основі сценарію фільму лежить реальна, хоча й трансформована історія, описана одним з авторів сценарію, Віктором Конецьким:
Ми везли з острова Врангеля трьох ведмедів. Для цирку в Мурманську. Один вибрався з клітки і став кидатися по пароплаву. Звірюги ці дуже страшні. Сяк-так, озброївшись пожежними рукавами, загнали його назад…

## Сюжет
Фільм починається зі сцени у фоє цирку. З буфетником Шулейкіним вітається команда судна, що прийшла на виставу, і вручає йому як подарунок («харчоблоку від флоту») статуетку бога Хотея. Заінтригована помічниця буфетника просить розповісти історію їхнього знайомства. Шулейкін розпочинає свою розповідь.
Липень 1956 року. Радянський суховантаж «Євгеній Онєгін» повинен доставити з якогось «тропічного порту» до Одеси для зоопарку партію з десяти тигрів та двох левів. Цим же самим рейсом хоче повернутися в СРСР кухар з буфету радянського торгпредставництва Шулейкін, що страждає далеко від Батьківщини від жаркого клімату і розладу шлунку. Повернутися він зможе тільки в тому випадку, якщо виконає роль дресирувальника хижаків, яких необхідно терміново доставити в Радянський Союз. Шулейкін змушений прийняти умови угоди, висунуті торговим агентом. Для вигляду йому доведеться щодня кидати м'ясо звірям у клітки. При цьому Шулейкін приховує від команди, що він ніякий не дресирувальник, а простий кухар.
Фірма, яка постачала хижаків для радянського зоопарку, як заохочення за угоду вручає оптовому покупцеві подарунок — шимпанзе в мішку. Не повідомивши про вміст мішка, його вручають як сюрприз капітану судна. Ще до того, як мішок оглянуть і відкриють, мавпа втікає прямо в мішку і ховається десь на кораблі. Незабаром на судні починають відбуватися незрозумілі події: зникають особисті речі у команди, в борщі з'являються болти, гайки та іменний хронометр Олега Петровича, старшого помічника капітана; нарешті, в його каюті, де було проведено прибирання, виявлено погром. Старпом у всіх неприємностях підозрює недолугу буфетницю Маріанну. Капітан, який доводиться Маріанні дядьком, все ж змушений вжити заходів, хоча й не особливо у це вірить.
Шулейкін читає команді судна лекцію про тигрів, і прямо під час заходу мавпа проявляє себе — поливає моряків з вогнегасника. Капітан наказує команді зловити примата, але замість мавпи ті випадково ловлять його самого. Трохи пізніше старший помічник виявляє тварину у своїй каюті, але шкодує і не викидає за борт, як було наказано. Замість цього він переховує шимпанзе у себе і вчить її відкривати двері за умовним стуком.
Капітан приходить до старшого помічника і пропонує вибачитися перед Маріанною, оскільки той невиправдано підозрював її у всіх витівках. Вона ще не знає, що старпом не виносить «слабку стать», тому що свого часу сам постраждав через жінку: раніше він був капітаном цього ж судна і через одну пасажирку потрапив у халепу, в зв'язку з чим його понизили у званні.
Тим часом на палубі судна з'являються відбитки звіриних лап. Команда думає, що це Шулейкін випускає тигрів гуляти ночами. Той для вигляду погоджується, що він їх дійсно випускає, щоб, за його словами, тигри не хворіли на рахіт. За це Олег Петрович отримує від капітана дві суворих догани з попередженням, тепер він вночі веде спостереження за всім, що відбувається на палубі судна. Наступної ночі йому вдається виявити, що сліди робить буфетниця Маріанна. Вона закохана в старшого помічника і таким чином вирішила звернути на себе його увагу. Капітан, бажаючи нарешті навести порядок на судні, садить її під арешт з відбуванням штрафних робіт на камбузі, які, втім, незабаром припиняються, так як Маріанна, заслухавшись розповіддю кока про те, як Олега Петровича понизили в посаді, починає машинально кидати очищену картоплю у відро з очистками, яке потім і вивалює в суп.
Мавпа тікає з каюти старпома і виходить на палубу. Частина команди танцює чечітку. Мавпа, прийнявши ритм чечітки за умовний стук, одна за одною відкриває клітки з хижаками. Команда тут же ховається хто куди. Капітан приходить на місток, де несуть свою вахту старший помічник і матрос Книш. З обох сторін місток тут же блокують леви і тигри. Хижаки розходяться по судну і влаштовують погром. Радист намагається передати сигнал лиха. В цей час Шулейкін, нічого не підозрюючи, приймає ванну з намиленою головою. Коли він промиває очі, то бачить тигра і біжить, намагаючись сховатися. Його виявляють члени команди і вимагають приборкати хижаків, але він тікає і знову ховається. Хижаки продовжують господарювати і бешкетувати на судні, команда рятується, де може: матрос Мотя — спустивши за борт трап, боцман і сам Шулейкін — в порожніх клітках. Машиністи в машинному відділі не підозрюють про те, що відбувається на палубі, і з нетерпінням чекають зміну. Один із левів, забравшись в каюту Шулейкіна, наїдається снодійного…
Тим часом з місцевого цирку прилітає на гелікоптері приборкувач, але бачачи, що звірі не дресировані, він лякається і летить назад. На прощання тигри рвуть його одяг.
Весь цей час буфетниця Маріанна сидить під арештом в каюті і не підозрює про те, що відбувається на судні. Нарешті, вона не витримує і наважується втекти через ілюмінатор. Спочатку вона лякається, виявивши тигрів, але незабаром виявляє, що вони її анітрохи не чіпають. Маріанна, зрозумівши, що вона — єдина, хто може врятувати становище, намагається загнати їх в клітки, але від випадкового удару лапою тигром падає за борт в море. Тигри стрибають слідом за нею. У цей час пароплав вже йде уздовж радянського узбережжя. Маріанна і хижаки пливуть до місцевого пляжу, де починається паніка серед відпочивальників. Буфетниця повертається на судно разом з тиграми. Після всіляких пригод тигри повертаються у свої клітки.
Маріанна, бачачи старшого помічника, інсценує непритомність і падає йому на руки. Він відносить її в каюту. Нарешті, судно прибуває до Одеси, старший помічник, відновлений на посаді капітана, сходить разом з мавпою, одягненою в морську форму.
Буфетник Шулейкін закінчує розповідь. В цей час в цирку відбувається бійка між звірами. Шулейкін з помічницею йдуть за лаштунки і бачать в залі Олега Петровича і Маріанну — вони все-таки одружилися, а Маріанна стала ветеринаром в цирку. Фільм закінчується сценою, в якій Маріанна везе потерпілого у бійці з левом тигра на відкритій машині по місту на операцію.

## В ролях
- Олексій Грибов — капітан судна Василь Васильович.
- Іван Дмитрієв — старший помічник Олег Петрович.
- Маргарита Назарова — буфетниця на судні Маріанна.
- Євген Леонов — кухар-«дресирувальник» Гліб Шулейкін.
- Володимир Бєлокуров — боцман Олексій Степанович.
- Олексій Смирнов — вахтовий матрос Митя Книш.
- Аліса Фрейндліх — помічниця Шулейкіна в буфеті цирку.